# Linnaemya hirtradia
Linnaemya hirtradia là một loài ruồi trong họ Tachinidae.